# Fenotiazyna
Fenotiazyna – organiczny związek chemiczny o potrójnym pierścieniu węglowym będący trójpierścieniowym heterocyklicznym związkiem zawierającym heteroatomy azotu i siarki w pierścieniu środkowym.

## Pochodne
Alifatyczne pochodne fenotiazyny (np. chlorpromazyna), piperazynowe (np. perfenazyna) oraz piperydynowe (np. tiorydazyna) są stosowane jako leki przeciwpsychotyczne.
Niektóre barwniki są formalnie pochodnymi fenotiazyny. Przykładem może być błękit metylenowy, chemiczny wskaźnik pH.

## Zastosowanie
Fenotiazyny używa się jako stabilizatora przeciwdziałającego polimeryzacji przy produkcji związków nienasyconych np. estrów kwasu akrylowego.
W pszczelarstwie jest stosowana do zwalczania roztoczy Varroa jacobsoni.